# Индустрии будущего
«Индустрии будущего» (англ. The Industries of the Future) — научно-популярная книга американского эксперта по технологической политике, старшего советника по инновациям госсекретаря Хиллари Клинтон Алека Росса, выпущенная в 2016 году.
В книге исследованы направления в роботехники, генетики, криптофинансах, программировании, базах данных, искусственном интеллекте, которые, по мнению автора, в ближайшие 20 лет и окажут заметное влияние на геополитику и мировую культуру. По словам автора, важнейшие научные достижения отразятся даже на наших ожиданиях от жизни, но выиграют от этого далеко не все.
Некоторые из выдвинутых идей и предположений:
- криптовалюты окажут в конечном счёте как положительный, так и разрушительный эффект на международную экономику;
- базы данных станут «сырьём информационной эры»;
- конкурентоспособность и общества требовать процветания и роста, чтобы «идти в ногу» со временем;
- общества и государства, которые заботятся о женщинах, займут лучшие конкурентные позиции и достигнут больших успехов в будущем;
- детей необходимо готовить к жизни в современном мире, который постоянно меняется;
- следующей новой масштабной отраслью, после триллионной индустрии программирования, станет индустрия генной инженерии.

В заключение Росс обращается к проблеме цифровизации валют и рынков, описывает переход от наличных средств к мобильному и онлайн-банкингу, представляет обзор биткойна и технологии блокчейн.